# Idiurodesmus tristani
Idiurodesmus tristani är en mångfotingart som beskrevs av Filippo Silvestri 1924. Idiurodesmus tristani ingår i släktet Idiurodesmus och familjen fingerdubbelfotingar. Inga underarter finns listade i Catalogue of Life.